# الشقاحي (يريم)

تعديل مصدري - تعديل

الشقاحي هي إحدى قرى عزلة بني عمر بمديرية يريم التابعة لمحافظة إب، بلغ تعداد سكانها 274 نسمة حسب تعداد اليمن لعام 2004.